# ماريو أغيلار
ماريو أغيلار (بالإسبانية: Mario Aguilar) (31 يوليو 1984 في السلفادور - ) هو لاعب كرة قدم سلفادوري في مركز الدفاع. شارك مع منتخب السلفادور لكرة القدم. أما مع النوادي، فقد لعب مع إيسيدرو ميتابان ‏.

## وصلات خارجية
- ماريو أغيلار على موقع إي إس بي إن إف سي (الإنجليزية)
- ماريو أغيلار على موقع قاعدة بيانات كرة القدم.إي يو (الإنجليزية)
- ماريو أغيلار على موقع ناشيونال فوتبول تيمز (الإنجليزية)